# Distrito Municipal de Alfred Nzo
Alfred Nzo es un distrito municipal de Sudáfrica en la provincia del Cabo Oriental.
Comprende una superficie de 7,870 km². El centro administrativo es la ciudad de Mount Ayliff.

## Municipios locales
El distrito está integrado por los siguientes municipios locales:
| Local municipality | Population | %      |
| ------------------ | ---------- | ------ |
| Matatiele          | 203 843    | 25,44% |
| Mbizana            | 281 905    | 35,18% |
| Ntabankulu         | 123 976    | 15,47% |
| Umzimvubu          | 191 620    | 23,91% |